# Ciutat emmurallada de Kowloon

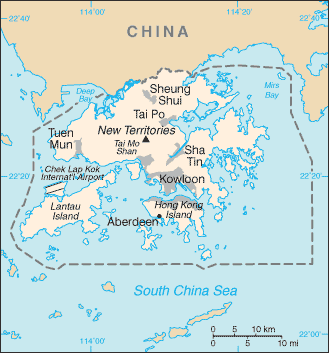
Mapa de Hong Kong

La ciutat emmurallada de Kowloon (xinès tradicional: 九龍城寨; xinès simplificat: 九龙城寨; pinyin: Jiǔlóng chéng zhài; originalment coneguda com a 九龍寨城 (Jiǔlóng zhài chéng) va ser un petit exclavament xinès situat dins del Hong Kong britànic. Va ser una anomalia política de la història colonial de Hong Kong. L'any 1993 va ser demolit i el 1994 es va construir un parc a la seva antiga ubicació. S'han conservat algunes construccions històriques de la ciutat emmurallada, incloent-hi el seu edifici yamen i restes de la seva porta del sud.

## Fundació
L'establiment de la ciutat emmurallada de Kowloon, es remunta a la dinastia Song, quan va ser utilitzat com a lloc de vigilància contra els pirates que amenaçaven el comerç de sal. Situada a la península de Kowloon, al costat de l'illa de Hong Kong, va ser reconstruïda a mitjans del segle xix com a fortalesa. Després de la cessió de l'illa de Hong Kong a l'Imperi Britànic el 1842, d'acord amb el tractat de Nanjing, el govern xinès va creure necessari establir a la ciutat emmurallada un punt de control per a supervisar l'activitat de la zona i el compliment de l'acord, davant la cada vegada més gran influència britànica a l'àrea.
El conveni per a l'annexió de Nous Territoris al costat de Hong Kong a favor del Regne Unit per 99 anys signat el 1898, excloïa la ciutat emmurallada, cosa que va permetre a la Xina mantenir les seves tropes en el lloc, mentre no entorpís l'activitat britànica. La població era tan sols de 700 persones. No obstant això, tot just un any després, el Regne Unit es penediria d'aquesta part de l'acord i, de forma no oficial, va decidir acabar amb l'emplaçament militar, atacant-lo el 1899. La qüestió és que de forma oficial, legalment, la ciutat emmurallada de Kowloon va continuar romanent en un limbe legal, fora de la llei britànica però al cor de la colònia. El seu desenvolupament com veïnat típicament xinès, els seus costums, el seu comerç no representava cap perill i fou precisament aquesta la clau del seu progressiu creixement en població.
El petit llogarret va continuar sent territori de la Xina i des del seu aïllament va assistir aliè als turbulents canvis de començaments del segle xx, la caiguda de la dinastia Qing, l'establiment de la República Xinesa en 1911 i la posterior República Popular Xinesa en 1949.
La Ciutat Emmurallada de Kowloon representava un curiós i inofensiu atractiu turístic per als colons britànics, una mostra viva de l'antiga Xina. I així fou fins a 1940, amb la Segona Guerra Mundial i la invasió japonesa de Hong Kong. Les tropes del Japó van destruir gran part de Kowloon, desmantellant pràcticament la totalitat de l'antiga muralla del fort per a construir amb les seves pedres el proper aeroport de Kai Tak.

## L'imperi de la màfia

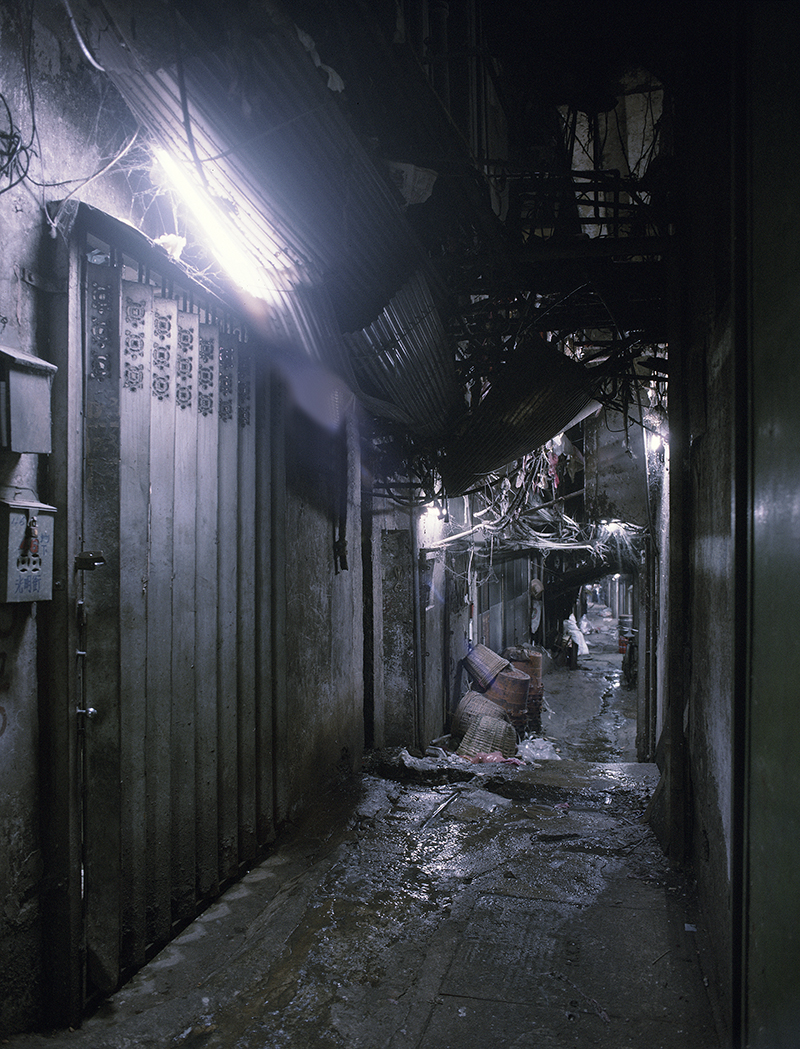
Vista d'un carrer

Després de la rendició del Japó, el recinte ja sense muralles es va convertir en un reducte on es van agrupar els habitants il·legals, i, sobretot, els nouvinguts. Malgrat els diferents intents per part dels britànics per a desallotjar Kowloon fins a 1948, es va convertir en un punt irreductible, ja no perquè des d'allí s'exercís resistència violenta, sinó perquè la intensa activitat comercial, sobretot la il·legal de tràfic d'opi i alcohol i la prostitució, van vèncer davant la passivitat d'una policia de Hong Kong sense capacitat legal d'actuar dintre del recinte. La fundació de la República Popular Xinesa el 1949 va significar per a la ciutat emmurallada de Kowloon poc més que l'arribada de centenars de refugiats a l'interior del seu perímetre.
Desaparegut el mur de pedra, s'aixecava dia a dia l'encara més inexpugnable mur invisible de l'alegalitat, entorn d'un petit lloc de tot just 100 metres per 200 metres de superfície. Un inframon insalubre i corrupte dintre del paradís incipient de Hong Kong. En aquells temps, Gran Bretanya ja n'havia tingut prou amb Kowloon i simplement es va limitar a prosseguir amb la seva política de braços caiguts. Un assassinat ocorregut el 1959 va desfermar una petita crisi diplomàtica entre els dos països, que mútuament tractaven de responsabilitzar-se de la manca de control. Mentrestant, l'única llei que imperava a l'interior era la del Sindicat del Crim de Hong Kong i les diferents i violentes màfies que controlaven cadascuna de les activitats il·legals que s'hi duien a terme.
La màfia va controlar l'activitat delictiva a Kowloon durant dècades sense oposició fins que la policia de Hong Kong va fer una neteja de delinqüents a força de violentes batudes en les quals més de 3.000 policies van fer incursions a l'interior de Kowloon al començament dels anys 70.
Malgrat que ha estat descrita com l'infern de les activitats il·legals, la veritat és que Kowloon era un lloc en el qual la població es va organitzar sense policia, sense autoritat i sense llei escrita. La major part de la població no estava embolicada amb el delicte i passava els dies pacíficament entre els seus murs i sobre els seus terrats. El nombre d'habitants es multiplicava dia a dia, i es va situar al final de la dècada en 30.000 habitants.

## El "Boom"

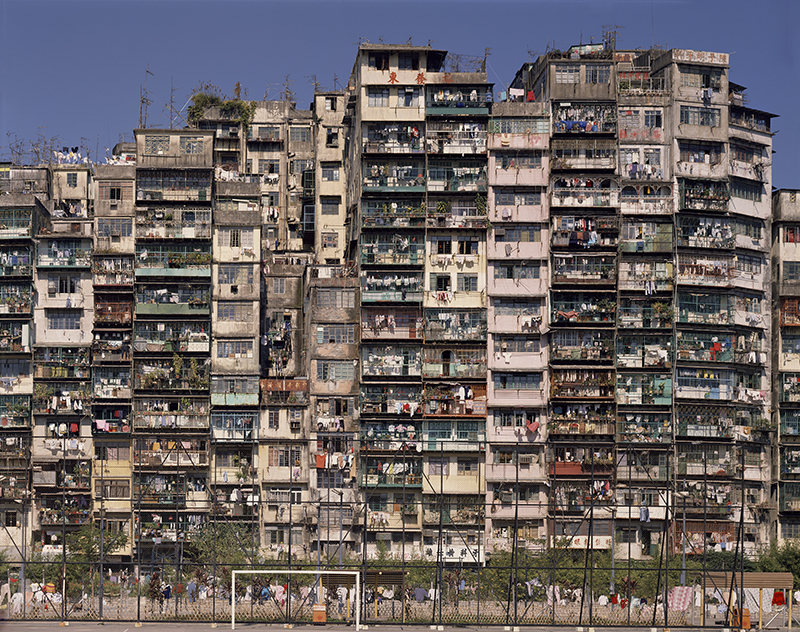
Façana de la ciutat

La ciutat creixia dia a dia sense control. Nous edificis es bastien damunt dels terrats dels antics. Sense arquitectes, sense enginyers, simplement recolzant-se en l'edifici confrontant. Els carrers s'estrenyien a mesura que la ciutat creixia. Era impossible trobar entre el laberint de corredors foscos un carrer que fes poc més d'un metre d'ample. El seu apel·latiu de "Ciutat de la Foscor" ve del fet que la llum natural constituïa un autèntic privilegi del qual gaudien tan sols els habitants de les façanes i del terrat. La il·luminació era a força de fluorescents.
Les úniques dues normes de construcció eren: 
- 1- Que la instal·lació elèctrica estigués descoberta per a poder abordar-la en cas d'incendi
- 2- No sobrepassar les catorze altures, atès que els avions que s'enlairaven des de l'aeroport passaven sobre els terrats en vol rasant.

Vuit punts d'aigua proveïen d'aigua la totalitat de la població, cortesia de les autoritats de Hong Kong.
A començament dels vuitanta, la població s'estimava en més de 35.000 habitants. La ciutat sense llei era coneguda pels seus excessos, els seus fumadors d'opi, els seus traficants de cocaïna, els seus casinos, els llocs de menjar en els quals se servia carn de gos i les fàbriques secretes de falsificacions diverses. Curiosament, Kowloon era famosa també per la quantitat de dentistes que allí hi desenvolupaven la seva activitat, de forma inimaginablement antihigiènica, atès que allí podien exercir sense cap mena de titulació, i els seus preus eren assequibles per a la forta demanda de Hong Kong.

## Evacuació i demolició

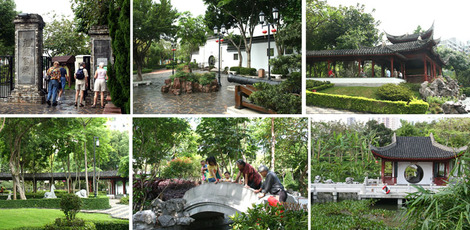
Imatges del parc actual

Amb el pas del temps tant les autoritats britàniques com les xineses van arribar al consens de qualificar de realment intolerable la situació en el recinte a causa de l'alarmant nombre de delictes i les condicions de vida, en concret les sanitàries que eren molt lluny de la vida de Hong Kong. El 1984 ambdues parts decideixen per fi resoldre el problema i el 1987 se'n signa l'acord de demolició.
El 1991 comença el desallotjament de l'antiga ciutat emmurallada, que no va concloure fins al 1993 no sense l'oposició d'habitants i comerciants que consideraven insignificants les indemnitzacions i ajudes que van rebre (3 bilions de HK$).
Kowloon havia arribat a una població superior als 50.000 habitants, malvisquent en els seus escassos 0,026 km², i ostentant el trist rècord de tenir la major densitat de població del planeta amb 1.900.000 habitants per km².
El 1993 abans de la seva completa demolició i desenrunament va ser el lloc triat per a rodar pel·lícules d'arts marcials protagonitzades per Jackie Chan com "Crime Story" que incloïa escenes d'explosions reals, o Jean-Claude Van Damme a Bloodsport. Els seus racons, els seus foscos i sinistres passadissos, pel seu aspecte d'infern urbà ha servit per a il·lustrar també coneguts videojocs com "Shenmue II".
Un grup de japonesos van estar durant més d'una setmana recorrent tots els racons de la ciutat emmurallada i van confeccionar un mapa detallat del lloc. Així mateix, dos periodistes, Ian Lambot i Greg Girard, van prendre aquells dies moltes instantànies recopilades en el seu llibre "City of Darkness: Kowloon Walled City" 
Sobre el solar on fins al 1993 s'aixecava la ciutat emmurallada es va construir el 1994 un parc d'estètica tradicional xinesa, amb jardins, fonts i llacs inspirats en l'art de la dinastia Qing i sense més construcció que una clàssica pagoda dintre del seu perímetre.